# W. Lloyd Johns
W. Lloyd Johns, né en 1930, a été le cinquième président de l'Université Gallaudet à partir du 1er octobre 1983 jusqu'au 18 janvier 1984.